# Helmut Schlicksupp
Helmut Schlicksupp (* 4. November 1943; † 25. Februar 2010 in Heidelberg) war ein deutscher Kreativitätsforscher. Er entwickelte zahlreiche bekannt gewordene Kreativitätstechniken.

## Leben
Im Anschluss an ein Studium des Wirtschaftsingenieurwesens an der Technischen Hochschule Darmstadt war Schlicksupp von 1970 bis 1976 am Battelle-Institut in Frankfurt am Main tätig. 1975 folgte die Promotion zum Dr. rer. pol. an der Technischen Hochschule Darmstadt bei Wolfgang H. Staehle. 
Schlicksupp leistete Pionierarbeiten auf dem Gebiet der Erkundung, Entwicklung und Anwendung von Methoden zur Förderung von Innovation und Kreativität in der Industrie. So entwickelte er am Battelle-Institut zahlreiche Kreativitätstechniken (Brainwriting Pool, TILMAG-Methode, Semantische Intuition, SIL-Methode, Nebenfeldintegration, Sequentielle Morphologie, Hypothesen-Matrix) und war bei der Entwicklung weiterer Kreativitätstechniken des Instituts beteiligt (Force-Fit-Spiel, Visuelle Synektik, Ideen-Delphi, BBB-Methode, Reizwort-Analyse).
Weitere Schwerpunkte seiner Tätigkeit am Battelle-Institut waren die Durchführung von Projekten zur Produktinnovation und Produktdiversifikation. Ab 1976 war er als selbstständiger Unternehmensberater tätig und verfasste zahlreiche Veröffentlichungen in den Themengebieten Kreativität und Innovation.

## Publikationen
- Kreative Ideenfindung in der Unternehmung. Methoden und Modelle (= Reihe Mensch und Organisation, Band 2), De Gruyter, Berlin 1977, ISBN 978-3-11-006809-2 (= Dissertation).
- Managementwissen Produktinnovation, Vogel Verlag, Würzburg 1988, ISBN 978-3-8023-0142-1.
- mit Roland Fahle: MORPHOS. Methoden systematischer Problemlösung, Vogel Verlag, Würzburg 1988, ISBN 978-3-8023-0261-9.
- Anstöße zum innovativen Denken, in: Herbert Henzler (Hrsg.): Handbuch Strategische Führung, ISBN 978-3-663-12165-7, Gabler Verlag, Wiesbaden 1988, S. 691–715.
- mit Henner Hentze, Klaus-Dieter Müller: Praxis der Managementtechniken, Hanser Verlag, 1990, ISBN 978-3-44615046-1.
- Kreativ-Workshop, Vogel Verlag, Würzburg 1993, ISBN 978-3-8023-1481-0.
- Führung zu kreativer Leistung. So fördert man die schöpferischen Fähigkeiten seiner Mitarbeiter, expert Verlag, Renningen 1995, ISBN 978-3-81691096-1.
- 30 Minuten für mehr Kreativität, Gabal Verlag, Offenbach 1999, ISBN 978-3-89749033-8.
- Ideenfindung, 6. Aufl., Vogel Verlag, Würzburg 2004, ISBN 978-3-80231984-6.
- Humor als Katalysator für Kreativität und Innovation, Vogel Verlag, Würzburg 2008, ISBN 978-3-83433070-3.
- mit Natacha Dagneaud, Christine Garnier-Coester: Innovationsforschung. Produktinnovation durch Kreativität, in: Gabriele Naderer, Eva Balzer (Hrsg.): Qualitative Marktforschung in Theorie und Praxis. Grundlagen – Methoden – Anwendungen, 2. Aufl., Gabler Verlag, Wiesbaden 2011, ISBN 978-3-8349-2925-9, S. 437–458.